# If Day

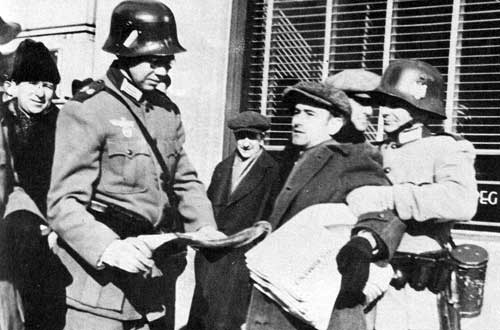
Falsche Wehrmachtssoldaten belästigen während des If Day einen Zeitungsausträger

If Day (etwa „Was-wäre-wenn-Tag“) war ein simulierter deutscher Überfall auf die Stadt Winnipeg, Manitoba, und die umliegenden Gebiete in Kanada am 19. Februar 1942, während des Zweiten Weltkriegs.
Am If Day wurde ein Feuergefecht zwischen kanadischen Truppen und Freiwilligen, die als Soldaten der Wehrmacht verkleidet waren, inszeniert. Außerdem wurde die Internierung von prominenten Politikern, die Verhängung der Nazi-Herrschaft und eine Parade nachgestellt. Die Veranstaltung sollte die Bürger zum Kauf von Victory Bonds animieren: mehr als 3.000.000 $ wurden an diesem Tag in Winnipeg eingenommen.

## Hintergrundinformationen
Der If Day sollte den Kauf von Kriegsanleihen fördern. Diese Anleihen wurden an Einzelpersonen und Unternehmen in ganz Kanada verkauft und ermöglichten weitere Kriegsausgaben. Der If Day war Teil der zweiten Kampagne dieser Art (Victory Loan) im Zweiten Weltkrieg. Die Kampagne begann am 16. Februar und dauerte bis zum 9. März. In ganz Manitoba sollten  45.000.000 $ eingenommen werden, in Winnipeg 23.569.000 $. Organisiert wurde der If Day in Winnipeg vom Greater Winnipeg Victory Loan Committee, einer Zweigstelle des National War Finance Committee. Man glaubte, dass die Menschen in Nordamerika eine andere Einstellung zum Krieg bekommen würden wenn man ihnen die Auswirkungen des Krieges zeigt, denn sie waren ansonsten nicht unmittelbar vom Krieg betroffen.
Die Kampagne wurde in den lokalen Zeitungen ein paar Tage vor der Veranstaltung angekündigt, aber viele Bürger wurden trotzdem von der „Invasion“ überrumpelt. Auch die Bewohner des nördlichen Minnesota wurden gewarnt, um einen Ansturm auf Notunterkünfte zu verhindern, der durch die dramatische Berichterstattung der lokalen Radiosender zu erwarten war. Am 18. Februar flogen Kampfflugzeuge über der Stadt. Die Flugzeuge waren im Stil der deutschen Luftwaffe umlackiert worden.

## Veranstaltungen

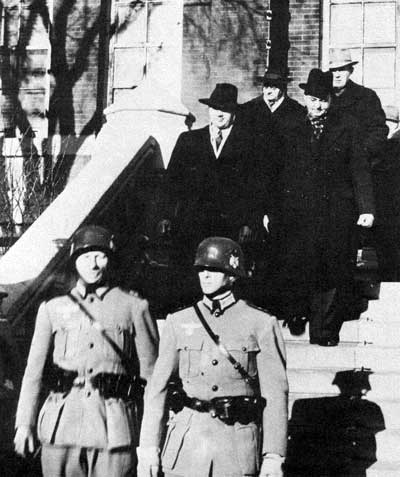
Vertreter der Stadt werden festgenommen und in das Internierungslager gebracht

Das Impressum der Winnipeg Tribune, 19. Februar 1942

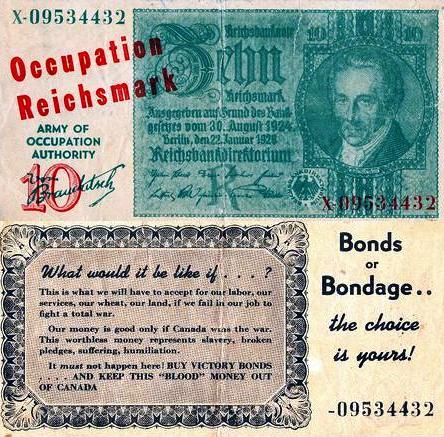
Falsche Reichsmark, die Rückseite zeigt eine Werbung für Victory Loans.

3500 Mitglieder der kanadischen Streitkräfte nahmen an der Simulation teil. Sie war damit das größte militärische Manöver, das die Stadt zu diesem Zeitpunkt gesehen hatte. Die verteidigenden Kräfte standen unter dem Befehl von Colonel E. A. Pridham und Colonel D. S. McKay. Etwa 3000 $ wurden für das Ereignis ausgegeben.
Die Truppen wurden um 6:30 Uhr an den Fort Osborne Barracks versammelt. Um 07:00 ertönten die Luftschutzsirenen und ein Stromausfall wurde simuliert. Um 7:30 Uhr begannen falsche deutsche Truppen ihre simulierten Angriffe auf die Stadt, die durch eine kleine Gruppe von aktiven lokalen Gruppen und durch Reservisten verteidigt wurde. Die Truppen bildeten einen Verteidigungsring um die Industriegegenden und die Innenstadt, der etwa 5 Kilometer vom Rathaus entfernt lag und nur 3 Kilometer nach dem Rückzug um 7:45. Im Verlauf dieser simulierten Invasion wurde die Zerstörung der großen Brücken nachgestellt. Flugabwehrkanonen schossen mit Platzpatronen auf die umlackierten Kampfflugzeuge, die die Stadt überflogen. Das erste falsche Opfer wurde um 8 Uhr morgens gemeldet. An strategisch wichtigen Punkten wurden Feldlazarette eingerichtet, um die falschen Opfer zu behandeln. Dort wurden auch die beiden echten Verletzten der Veranstaltung behandelt, ein Soldat, der sich den Knöchel verstaucht hatte, und eine Frau, die sich während des Stromausfalls am Morgen in den Daumen geschnitten hatte, als sie das Frühstück zubereitete.
Um 9:30 Uhr ergaben sich die kanadischen Truppen den falschen Deutschen, zogen sich in die Innenstadt zurück und die Stadt wurde besetzt. Die falschen Deutschen schickten bewaffnete Trupps durch die Stadt und belästigten die Bevölkerung. Ein Panzer wurde zur Portage Avenue, einer der Hauptstraßen der Innenstadt, gefahren. Einige Leute wurden in einem Lager im Lower Fort Garry interniert, dazu gehörten lokale Politiker, der Premierminister John Bracken, der Bürgermeister John Queen, der Vizegouverneur von Manitoba Roland Fairbairn McWilliams und der norwegische Botschafter Wilhelm de Morgenstierne. Die Union Flag im Lower Fort Garry wurde durch die Hakenkreuzflagge ersetzt. Die Stadt wurde in „Himmlerstadt“ umbenannt und die Hauptstraße Main Street wurde zur „Hitlerstrasse“.
Der Tag endete um 17:30 Uhr mit der feierlichen Freilassung der Gefangenen, einer Parade und Reden der Würdenträger. Mitglieder des Organisationskomitees und der lokalen Geschäftsleute marschierten durch die Portage Avenue mit Transparenten mit der Aufschrift: „Es darf hier nicht passieren!“ und „Victory Bonds kaufen“.

## Auswirkungen

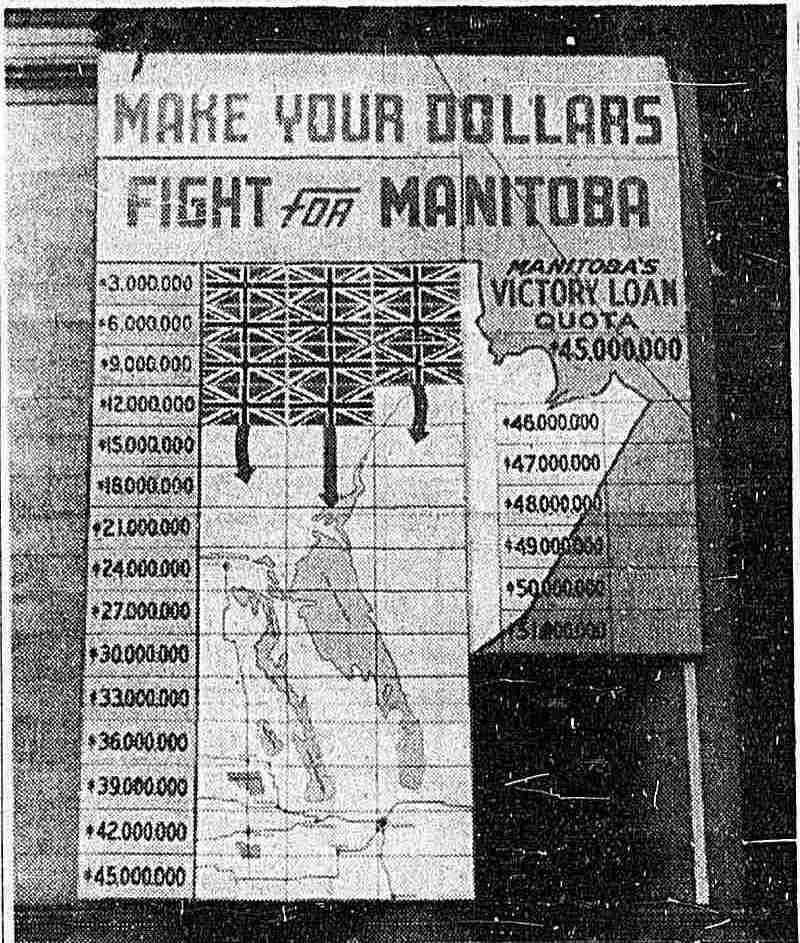
Karte mit dem Verkauf von Victory Bonds in Manitoba

Die Veranstaltung hatte das beabsichtigte Ergebnis: innerhalb einer Woche nach der Veranstaltung hatte die Stadt ihre Victory Bond-Umsatzquote übertroffen. Die gesamte Provinzquote wurde weniger als zwei Wochen nach den Ereignissen des If Day erfüllt. Das Life Magazine brachte eine Fotoserie der If Day-Aktivitäten in Winnipeg. Reporter der Newsweek, der New York Times und des Christian Science Monitor nahmen an der Veranstaltung teil.
An diesem Tag wurde die Rekordsumme von 3.200.000 $ durch Kriegsanleihen in der Stadt eingenommen. Winnipeg erreichte seine 24.000.000 $ Quote am 24. Februar vor allem wegen der Auswirkungen des If Day. In Manitoba wurden 60.000.000 $ eingenommen, was weit über die Zielquote von $ 45.000.000 hinausging. In ganz Kanada wurden 2 Milliarden Dollar für den Kriegseinsatz gesammelt.